# Microsoft Office 1.5
Microsoft Office 1.5 è una versione della suite Microsoft Office studiata appositamente per Windows 2.x e progettata a 16 bit.
Questa versione era semplicemente un miglioramenti di Microsoft Office 1.0 per Windows 2.0 infatti includeva una nuova versione di Excel.
Uscita nel 1990 era distribuita su floppy disk.
Office 1.5 comprendeva le seguenti applicazioni:
| Applicazione | Versione |
| ------------ | -------- |
| Word         | 1.1      |
| Excel        | 3.0      |
| PowerPoint   | 2.0      |

La versione successiva fu Microsoft Office 1.6.